# Kristiansand
Kristiansand ([kristjɑnˌsɑn]ⓘ) —antiguamente Christianssand— es una ciudad y municipio de Noruega, capital de la provincia de Agder. Por su población, es el sexto mayor municipio de Noruega y la quinta ciudad más grande del país, detrás de Oslo, Bergen, Trondheim y Stavanger. En enero de 2015, el municipio tenía una población de 87 446 habitantes, convirtiéndola en la mayor ciudad de la región histórica de Sørlandet.

## Historia

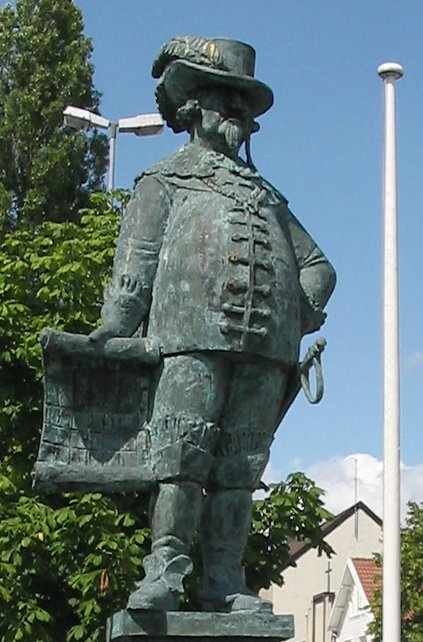
Estatua de Cristián IV, fundador de la ciudad.

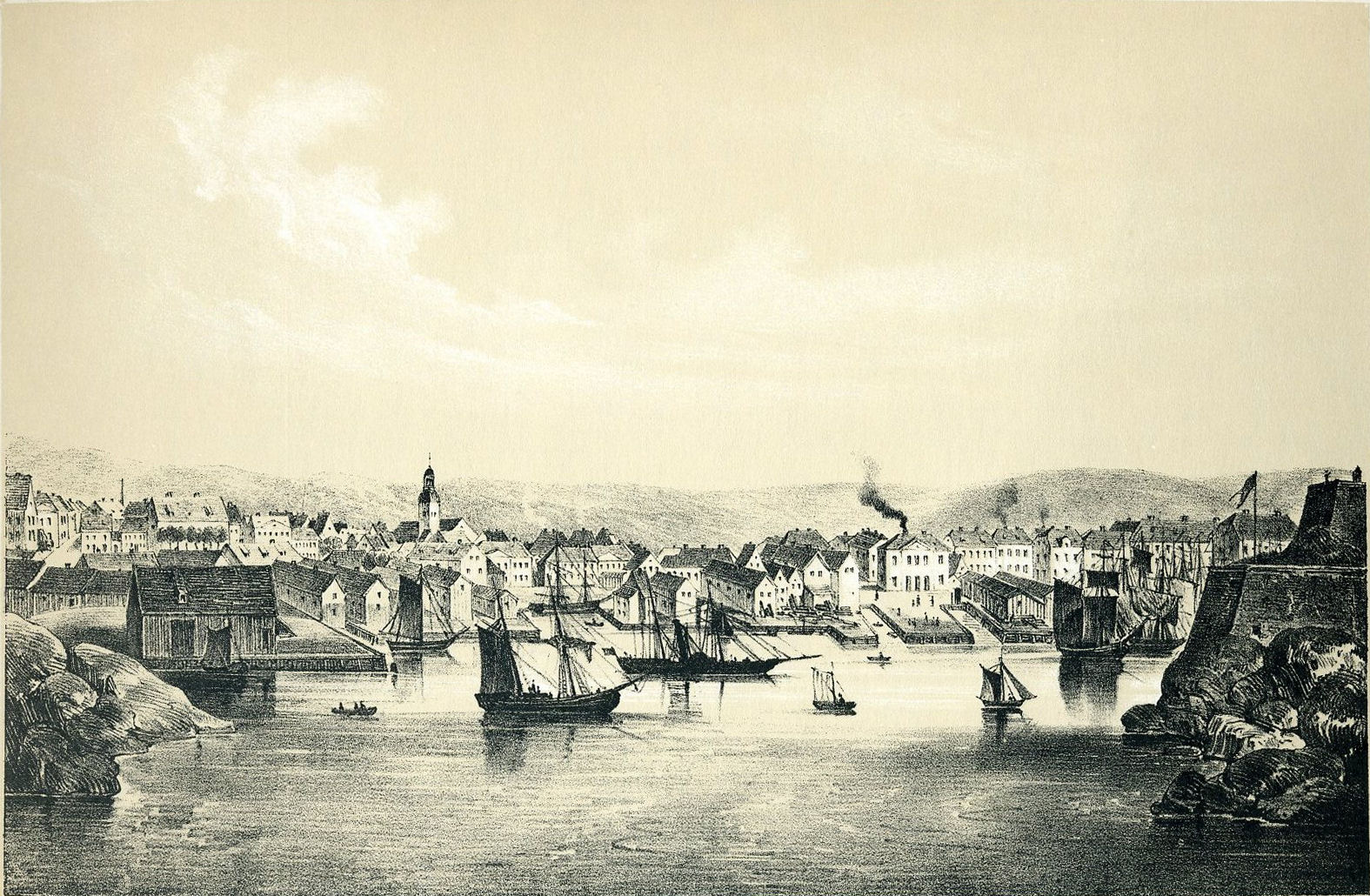
Litografía de Kristiansand antes del gran incendio de 1892.

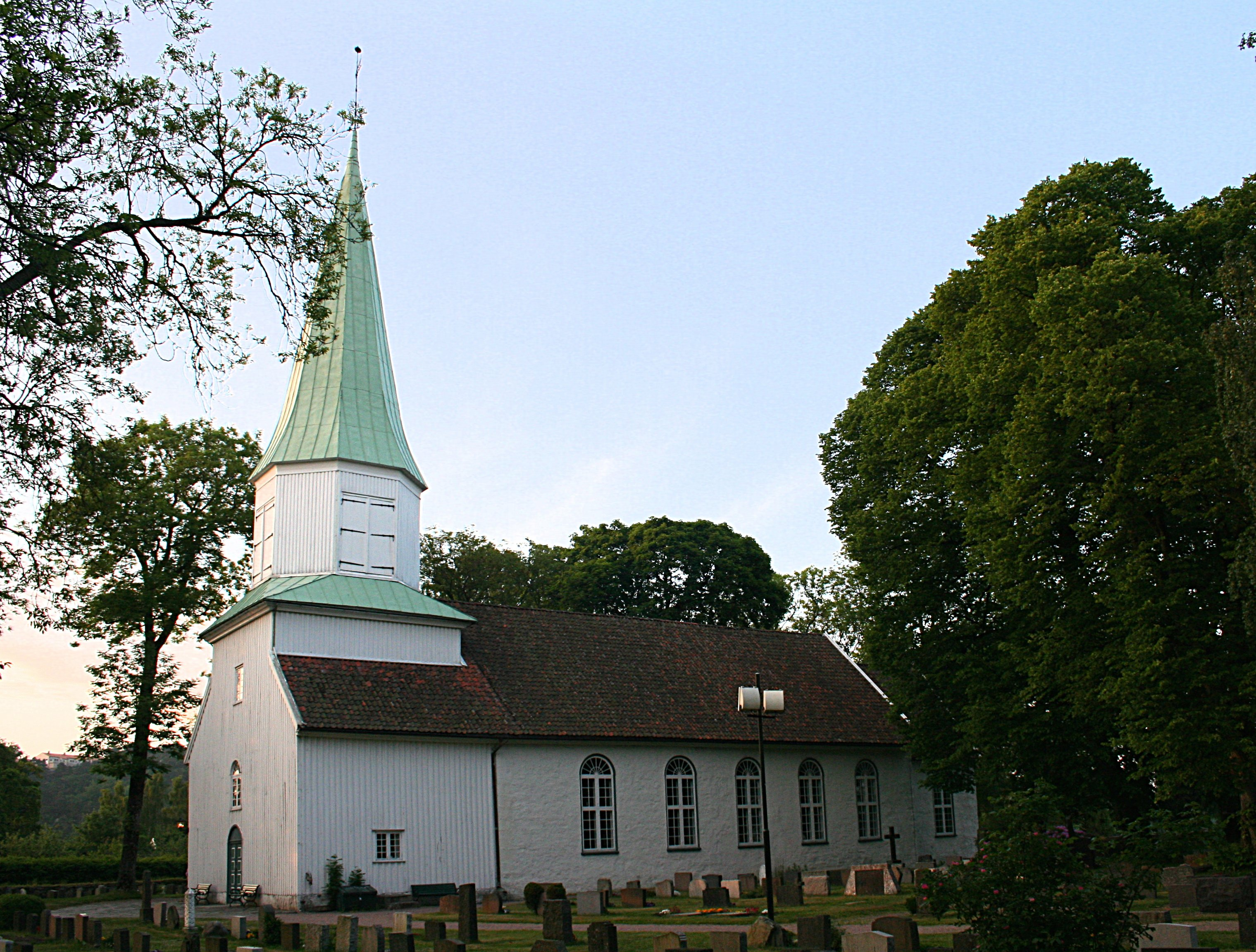
Iglesia de Oddernes, el templo más antiguo del municipio.

El área del municipio de Kristiansand ha estado habitada desde tiempos inmemoriales. En 1996, en el vecino municipio de Søgne se descubrió un esqueleto bien conservado de una mujer de c. 6500 a. C., lo que demuestra el poblamiento bastante temprano de la región. En las afueras de la ciudad de Kristiansand están los restos de Grauthelleren, un sitio habitado durante la Edad de Piedra.
Al oriente de la ciudad se encuentra lo que fuera la localidad de Oddernes (hasta 1964 un municipio independiente), con la iglesia del mismo nombre, erigida en el siglo XI. Esta zona es de importancia arqueológica, pues al oriente de la iglesia hay evidencias de un poblado rural de alrededor del siglo I. Junto a la iglesia hay túmulos funerarios del siglo V, y en 1907 se encontraron rastros de 25 hornos de tierra que podrían ser más antiguos. Al sur y al oeste del templo existió uno de los mayores cementerios precristianos en toda la región de Sørlandet. Se cree que la zona fue residencia de reyes vikingos antes del siglo IX, y habría sido un centro de culto de la religión nórdica antigua.
La iglesia de Oddernes sería el templo de un núcleo cristiano que podría haber tenido una población relativamente grande antes de la llegada de la peste negra a Noruega.
En los siglos XIV y XV había un pequeño caserío con puerto en la desembocadura del río Otra, donde hoy se asienta Kristiansand. Cerca de ahí, en la isla Flekkerøy, había otro pequeño puerto que, dada su importancia estratégica en el Skagerrak, fue fortificado en 1555 por el rey Cristián III, y en 1635 el noble danés Palle Rosenkrantz recibió la orden de construir en la isla un dominio real.
Cristián IV visitó la zona en 1630 y 1635, y el 5 de julio de 1641 fundó formalmente la ciudad de Christianssand en el margen derecho del río Otra. El nombre de la nueva ciudad hacía referencia a la orilla arenosa del río, y tenía como objetivo fundamental la defensa de los intereses dano-noruegos en el Skagerrak.
La ciudad siguió un diseño renacentista, con un trazado de calles en emparrillado, y se dio la orden de poblarse con comerciantes de toda la provincia de Agder, quienes recibieron diversos privilegios comerciales y exención de pago de impuestos durante 10 años. En 1666 se estableció una guarnición, y en 1682 el rey decidió trasladar a Kristiansand la sede episcopal de Stavanger, cambiándose el nombre a diócesis de Kristiansand.
En 1734 sobrevino el primer incendio en la ciudad, de efectos devastadores. En la segunda mitad del siglo XVIII la construcción naval en la ciudad creció aceleradamente. El auge naviero duró hasta las Guerras Napoleónicas, cuando el bloqueo continental y la guerra en el mar resultaron un duro golpe para el comercio. Dinamarca-Noruega apoyó a Francia, y ambos reinos estuvieros expuestas a los despiadados ataques británicos. En la década de 1830 la economía comenzó a levantarse y el crecimiento de la industria naviera noruega fue importante para Kristiansand.
En 1881 se fundó un asilo para enfermos mentales, la segunda institución central de este tipo en Noruega después de Oslo. El hospital trajo población especializada a la ciudad, y representó una importante fuente de empleo para las mujeres.
El último gran incendio ocurrió en 1892, cuando la mitad del centro de la ciudad, incluyendo la catedral, fue reducida a cenizas. Tras ese incendio toda la ciudad quedó reconstruida en mampostería.
Con la construcción de centrales hidroeléctricas en la región de Sørlandet, la industria llegó a Kristiansand, especialmente con la fundación en 1910 de una refinería de níquel. La Primera Guerra Mundial fue, económicamente hablando, un período importante para Kristiansand, que sirvió como puerto neutral. Al ser una ciudad comercial, igualmente se vio beneficiada durante las crisis del período de  entreguerras.
En la Segunda Guerra Mundial, Kristiansand fue atacada por la marina alemana el 9 de abril de 1940 y fue ocupada por una fuerza de 800 hombres.

## Geografía y clima
Kristiansand se asienta en la región conocida como Sørlandet ("el país del sur") teniendo un Clima continental húmedo (según la clasificación climática de Köppen Dfb) y es una de las localidades más sureñas de Noruega. Esta región recibe gran radiación solar durante el verano en comparación al resto del país. En invierno la región es azotada por fuertes vientos en dirección sur o sureste, y por fuertes nevadas, pero la nieve rara vez permanece mucho tiempo en la costa.
| Parámetros climáticos promedio de Kristiansand, Noruega (1960-1990)      | Parámetros climáticos promedio de Kristiansand, Noruega (1960-1990) | Parámetros climáticos promedio de Kristiansand, Noruega (1960-1990) | Parámetros climáticos promedio de Kristiansand, Noruega (1960-1990) | Parámetros climáticos promedio de Kristiansand, Noruega (1960-1990) | Parámetros climáticos promedio de Kristiansand, Noruega (1960-1990) | Parámetros climáticos promedio de Kristiansand, Noruega (1960-1990) | Parámetros climáticos promedio de Kristiansand, Noruega (1960-1990) | Parámetros climáticos promedio de Kristiansand, Noruega (1960-1990) | Parámetros climáticos promedio de Kristiansand, Noruega (1960-1990) | Parámetros climáticos promedio de Kristiansand, Noruega (1960-1990) | Parámetros climáticos promedio de Kristiansand, Noruega (1960-1990) | Parámetros climáticos promedio de Kristiansand, Noruega (1960-1990) | Parámetros climáticos promedio de Kristiansand, Noruega (1960-1990) |
| Mes                                                                      | Ene.                                                                | Feb.                                                                | Mar.                                                                | Abr.                                                                | May.                                                                | Jun.                                                                | Jul.                                                                | Ago.                                                                | Sep.                                                                | Oct.                                                                | Nov.                                                                | Dic.                                                                | Anual                                                               |
| ------------------------------------------------------------------------ | ------------------------------------------------------------------- | ------------------------------------------------------------------- | ------------------------------------------------------------------- | ------------------------------------------------------------------- | ------------------------------------------------------------------- | ------------------------------------------------------------------- | ------------------------------------------------------------------- | ------------------------------------------------------------------- | ------------------------------------------------------------------- | ------------------------------------------------------------------- | ------------------------------------------------------------------- | ------------------------------------------------------------------- | ------------------------------------------------------------------- |
| Temp. máx. abs. (°C)                                                     | 13.9                                                                | 15.8                                                                | 21.9                                                                | 23.7                                                                | 27.7                                                                | 30.4                                                                | 32.0                                                                | 34.2                                                                | 28.0                                                                | 22.4                                                                | 15.5                                                                | 13.6                                                                | 34.2                                                                |
| Temp. máx. media (°C)                                                    | 1.3                                                                 | 1.9                                                                 | 4.4                                                                 | 8.9                                                                 | 14.3                                                                | 18.6                                                                | 20.1                                                                | 19.3                                                                | 15.6                                                                | 11.4                                                                | 6.2                                                                 | 3.0                                                                 | 10.4                                                                |
| Temp. media (°C)                                                         | -1.8                                                                | -1.6                                                                | 1.1                                                                 | 4.8                                                                 | 10.0                                                                | 14.0                                                                | 15.6                                                                | 14.9                                                                | 11.7                                                                | 8.0                                                                 | 3.2                                                                 | -0.2                                                                | 6.6                                                                 |
| Temp. mín. media (°C)                                                    | −4.8                                                                | −5.1                                                                | -2.2                                                                | 0.7                                                                 | 5.6                                                                 | 9.4                                                                 | 11.1                                                                | 10.4                                                                | 7.8                                                                 | 4.7                                                                 | 0.2                                                                 | -3.4                                                                | 2.9                                                                 |
| Temp. mín. abs. (°C)                                                     | -25.0                                                               | -27.3                                                               | -18.5                                                               | -14.3                                                               | -5.0                                                                | 2.0                                                                 | 3.0                                                                 | 2.5                                                                 | -2.5                                                                | -5.0                                                                | -12.0                                                               | -19.0                                                               | -27.3                                                               |
| Precipitación total (mm)                                                 | 121                                                                 | 80                                                                  | 87                                                                  | 59                                                                  | 86                                                                  | 75                                                                  | 88                                                                  | 118                                                                 | 141                                                                 | 164                                                                 | 164                                                                 | 116                                                                 | 1299                                                                |
| Nevadas (cm)                                                             | 15                                                                  | 20                                                                  | 5                                                                   | 0                                                                   | 0                                                                   | 0                                                                   | 0                                                                   | 0                                                                   | 0                                                                   | 0                                                                   | 0.5                                                                 | 15                                                                  | 50.5                                                                |
| Días de precipitaciones (≥ 1.0 mm)                                       | 13                                                                  | 10                                                                  | 8                                                                   | 8                                                                   | 9                                                                   | 9                                                                   | 9                                                                   | 11                                                                  | 10                                                                  | 15                                                                  | 14                                                                  | 13                                                                  | 129                                                                 |
| Días de nevadas (≥ 1 mm)                                                 | 8                                                                   | 8                                                                   | 2                                                                   | 0                                                                   | 0                                                                   | 0                                                                   | 0                                                                   | 0                                                                   | 0                                                                   | 0                                                                   | 1                                                                   | 6                                                                   | 25                                                                  |
| Horas de sol                                                             | 55.8                                                                | 89.0                                                                | 134.9                                                               | 186.9                                                               | 245.8                                                               | 279.9                                                               | 256.7                                                               | 212.9                                                               | 153.0                                                               | 95.6                                                                | 50.0                                                                | 32.6                                                                | 1793.1                                                              |
| Fuente: , The Weather Network, Sunshine & Daylight Hours in Kristiansand |                                                                     |                                                                     |                                                                     |                                                                     |                                                                     |                                                                     |                                                                     |                                                                     |                                                                     |                                                                     |                                                                     |                                                                     |                                                                     |

## Demografía

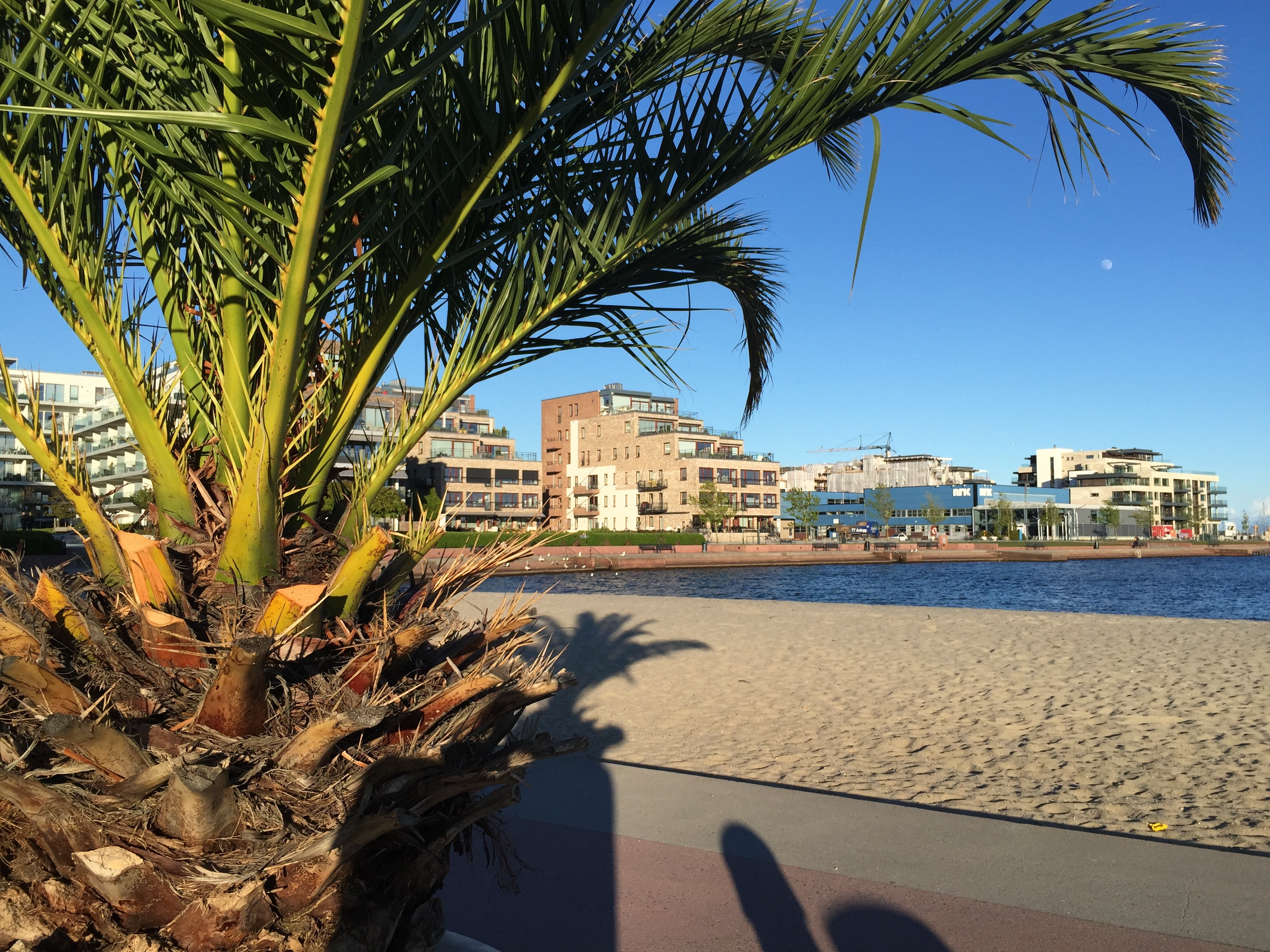
La playa Bystranda en el centro de la ciudad un día caluroso de verano

La ciudad planeada por Cristián IV en 1641 tenía lugar para 15 000 o 20 000 personas, pero tomó casi 300 años alcanzar esa cifra. El 14 de julio de 1828 la localidad de Lund (entonces perteneciente al municipio de Oddernes) con 2,75 km² se integró a Kristiansand. Cuarenta años más tarde, el 1 de enero de 1965 se fusionaron con Kristiansand los municipios cercanos de Oddernes, Randesund y Tveit. El municipio resultante alcanzó entonces una cifra de 50 000 habitantes.
La Oficina Central de Estadísticas de Noruega considera a la ciudad de Kristiansand el centro de una área urbana que incluye cuatro localidades pertenecientes al término municipal de Kristiansand pero estadísticamente separadas: Kristiansand propiamente dicha (59 681 habitantes), Korsvik (16 385 habitantes), Skålevik (en la isla Flekkerøy, 3306 habitantes), y Tveit (1347 habitantes). La parte sur del municipio de Vennesla también forma parte de Kristiansand, con 2015 habitantes.

## Educación

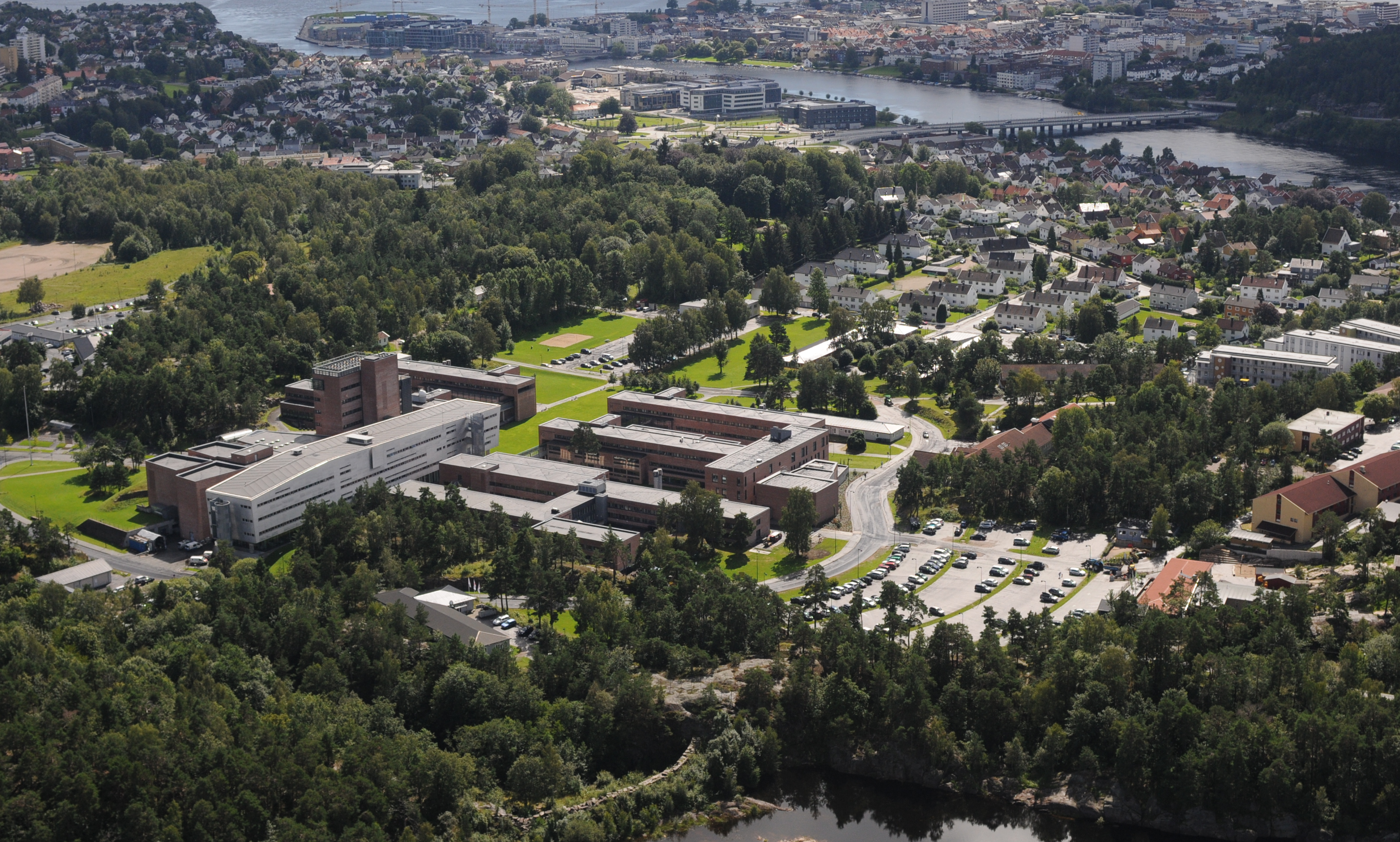
Universidad de Agder

Kristiansand obtuvo privilegio de sede episcopal en 1682 y por ello contó con una escuela catedralicia a partir de 1684. En 1734 se inauguró una escuela latina en la ciudad. Ambas instituciones se fusionaron en una sola -la actual Escuela Catedralicia de Kristiansand- en la década de 1970, que desde entonces ocupa modernas instalaciones en las afueras de la ciudad.
Otras escuelas públicas de enseñanza secundaria son la Escuela Secundaria de Kvadraturen (Kvadraturen videregående skole) y la Escuela Secundaria de Vågsbygd (Vågsbygd videregående skole). Una importante escuela de carácter privado es la Escuela Secundaria Marítima de Sørlandet (Sørlandets maritime videregående skole).
El Colegio Universitario de Agder fue fundado en Kristiansand en 1969 como la escuela de enseñanza superior de la región de Sørlandet. En 2007 recibió estatus de universidad y fue renombrada como Universidad de Agder (Universitetet i Agder). La universidad tiene una matrícula aproximada de 8 500 estudiantes. Su campus principal está localizado en el barrio de Lund, al oriente de la ciudad, pero también hay un campus de estudios técnicos en el municipio de Grimstad. Los programas de estudio de la universidad incluyen negocios y economía, ingeniería y tecnología, humanidades, matemáticas, enfermería, educación de maestros, y bellas artes.
Kristiansand es también sede de uno de los campus de la Escuela Superior de Comercio BI (Handelshøyskolen BI), una prestigiosa institución privada de Noruega, y de la Escuela Superior de Comunicación Gimlekollen (Mediehøgskolen Gimlekollen), que ofrece estudios de grado en periodismo y comunicación.

## Cultura

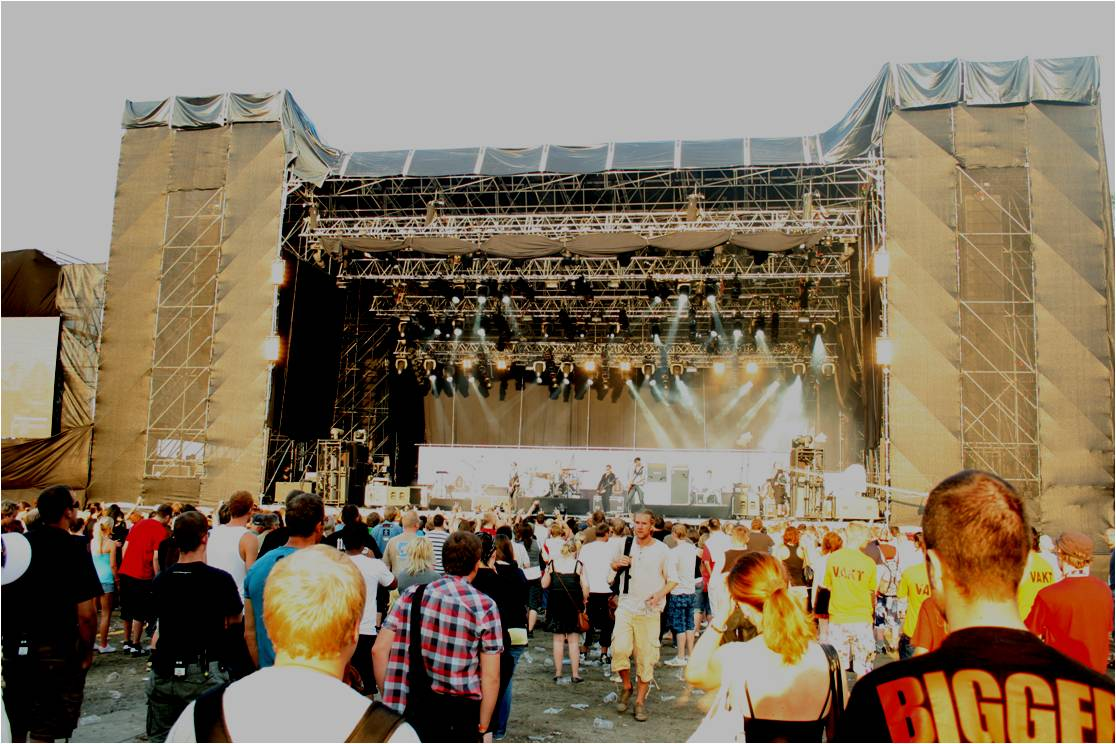
El Festival Quart en 2009.

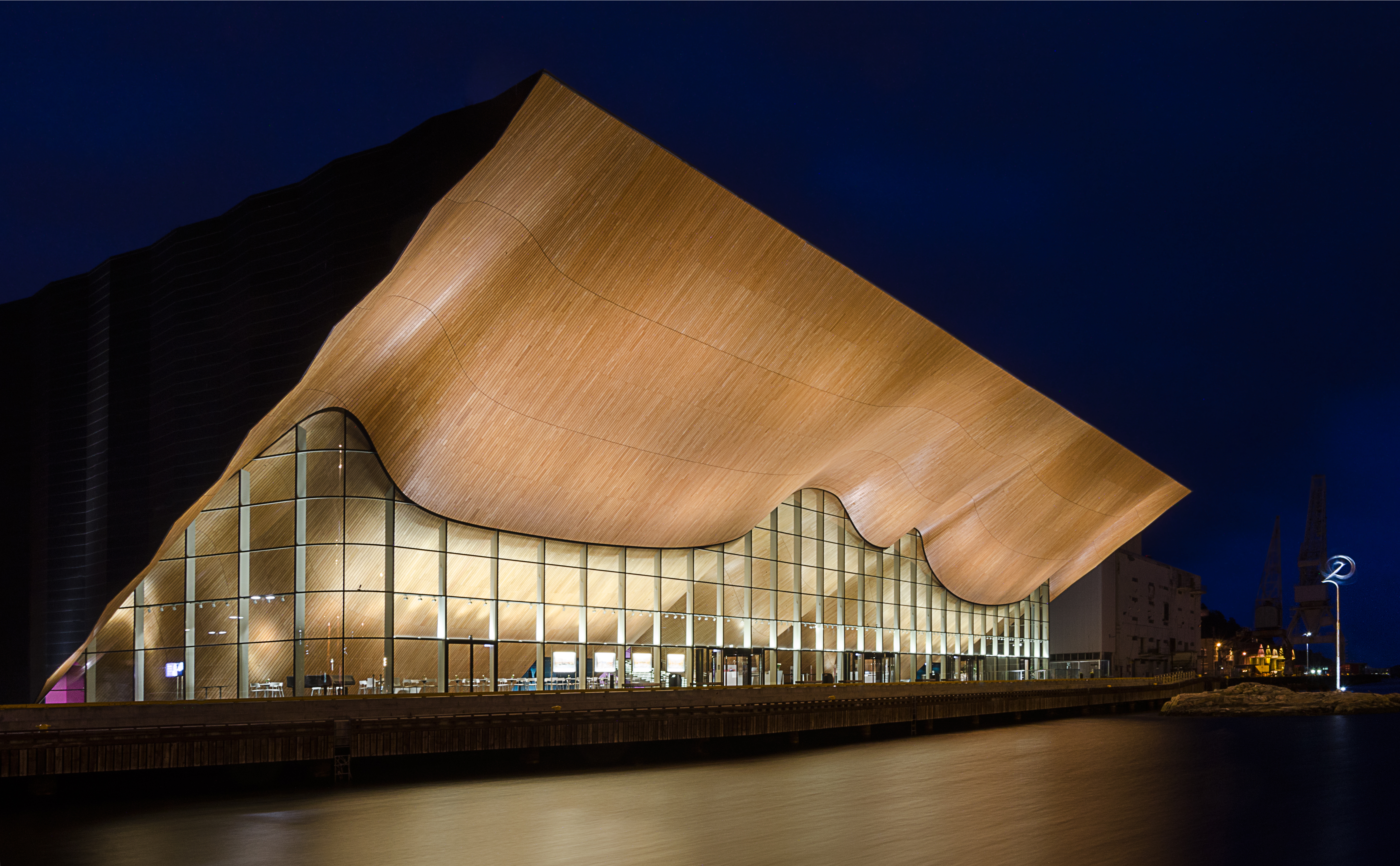
El nuevo edificio modernista Kilden, el Centro de las Artes Escénicas que contiene la nueva sala de conciertos y teatro.

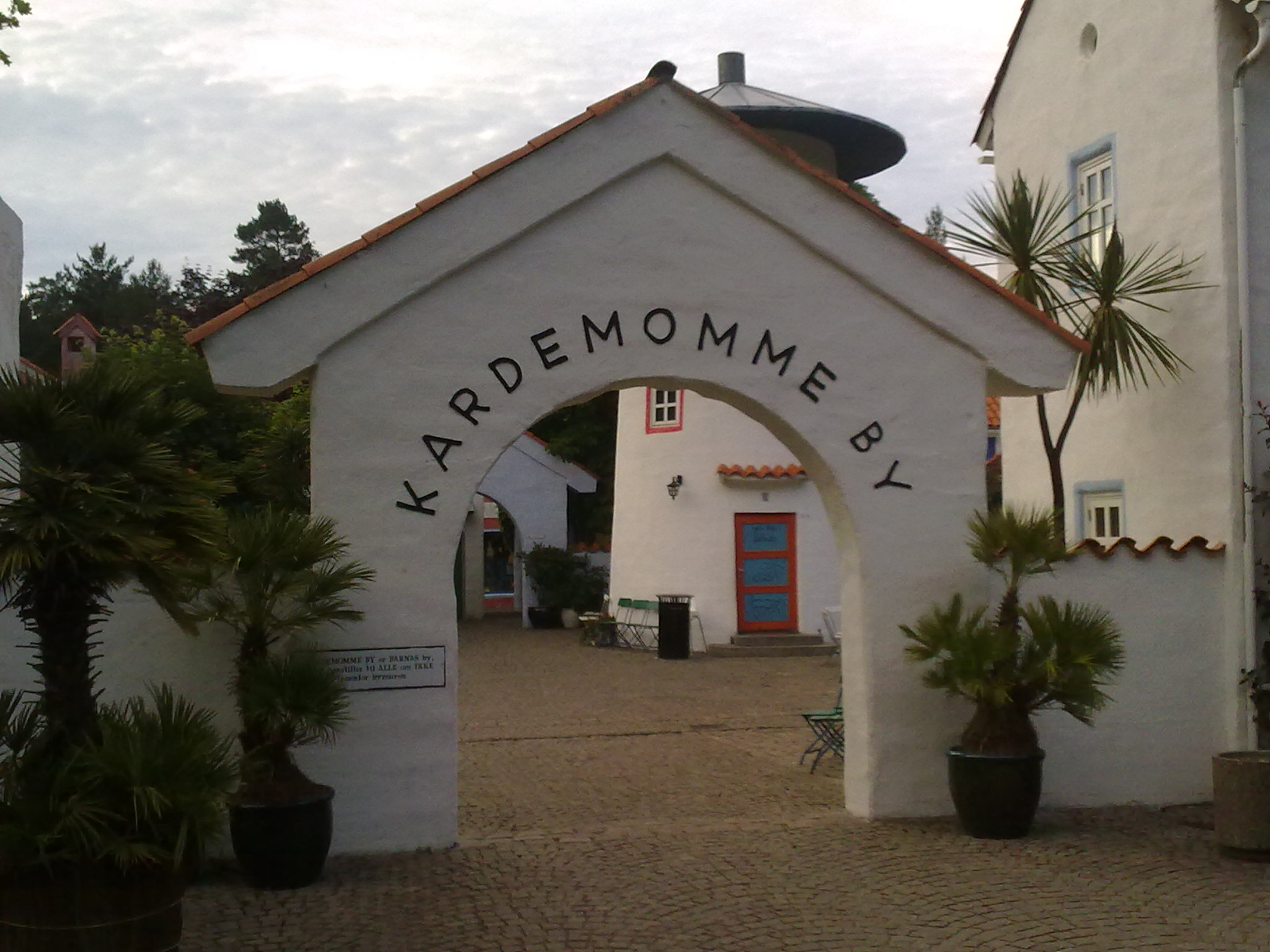
Una atracción en el Parque Zoológico de Kristiansand.

El Festival Quart, el festival musical más grande de Noruega, tiene lugar en Kristiansand a inicios de julio desde 1991. Se extiende durante cinco días en grandes escenarios de la isla Odderøya, y en otros escenarios menores de la ciudad. El festival Quart atrae cada año a importantes artistas internacionales, pero también sirve de plataforma a estrellas emergentes. Existen pocas estrellas de la música noruega que no hayan pasado previamente por el Festival Quart. En 2007 el festival tuvo una fuerte competencia del Festival de Hove, en Arendal, así como de otros festivales en Oslo; en 2008 los organizadores se declararon en bancarrota y se canceló la edición de ese año. En 2009 volvió a ser celebrado.
Hay varios festivales más a lo largo de todo el año. Uno de ellos es el Protestfestival ("Festival de Protesta"), iniciado en 2000 y celebrado cada mes de septiembre. Su objetivo es fomentar el interés y la participación en la política, así como la tolerancia y la diversidad. Incluye eventos musicales, literarios, cine, conferencias y debates entre grupos con diferentes posturas políticas.
El Bragdøya Blues Festival tiene lugar en junio, el Dark Season Festival en octubre, y en abril se celebran el festival Cultural Night y el Festival Internacional de Cine Infantil. También hay una activa escena musical. La Orquesta Sinfónica de Kristiansand fue fundada en 2003 tras la fusión de otras agrupaciones musicales. Se espera que la nueva sala de conciertos, Kilden, quede terminada en 2011; hasta entonces, los principales escenarios de conciertos son el Teatro de Agder y la catedral de Kristiansand.
El Museo de Arte de Sørlandet, en el centro de Kristiansand, fue inaugurado en 1995 en el edificio que hasta 1970 fue la sede de la escuela catedralicia. Es el segundo museo regional de arte de Noruega; incluye un amplio programa de exposiciones permanentes y temporales de artes visuales y artesanías. Su administración es responsabilidad del gobierno municipal y de la Galería de Artes Visuales de Kristiansand.
El Parque zoológico de Kristiansand (Kristiansand Dyrepark) se ubica al oriente del centro de la ciudad. Además de su colección zoológica, es un parque de diversiones que tiene el mérito de ser la mayor atracción turística de la ciudad y la segunda mayor de Noruega, tras Holmenkollen, en Oslo.
La fundación Cultiva es una organización gubernamental financiada en gran parte de la venta de acciones de la empresa paraestatal Agder Energy Ltd. Cultiva beneficia a la población de Kristiansand invirtiendo en proyectos culturales.

## Deporte
El club de fútbol más conocido de la ciudad es el IK Start, que participa en la división mayor de Noruega (Tippeligaen). Hasta 2006 el club tuvo su sede en el Kristiansand Stadion, pero desde la temporada 2007 trasladó sus actividades a un nuevo y moderno estadio, el Sør Arena.
También destacan clubes de otros deportes, como balonmano (KIF y Vipers Kristiansand), baloncesto (Kristiansand Pirates), y voleibol (Grim VBK).

## Transporte
|  | Aeropuerto                        | Código IATA | Código OACI | Pasajeros (2013) |
|  | --------------------------------- | ----------- | ----------- | ---------------- |
|  | Aeropuerto de Kristiansand-Kjevik | KRS         | ENCN        | 1,065,638        |

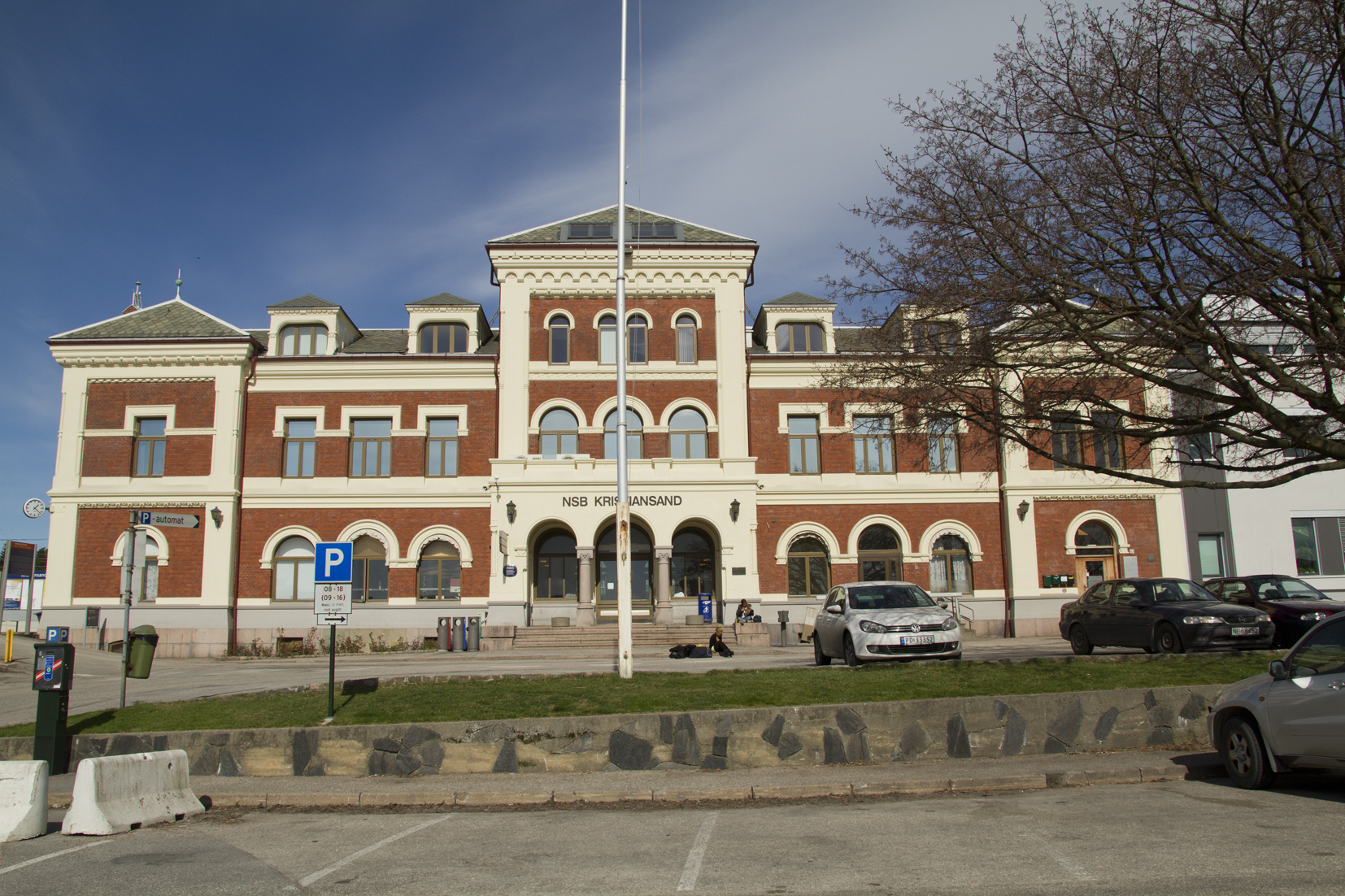
La estación ferroviaria de Kristiansand

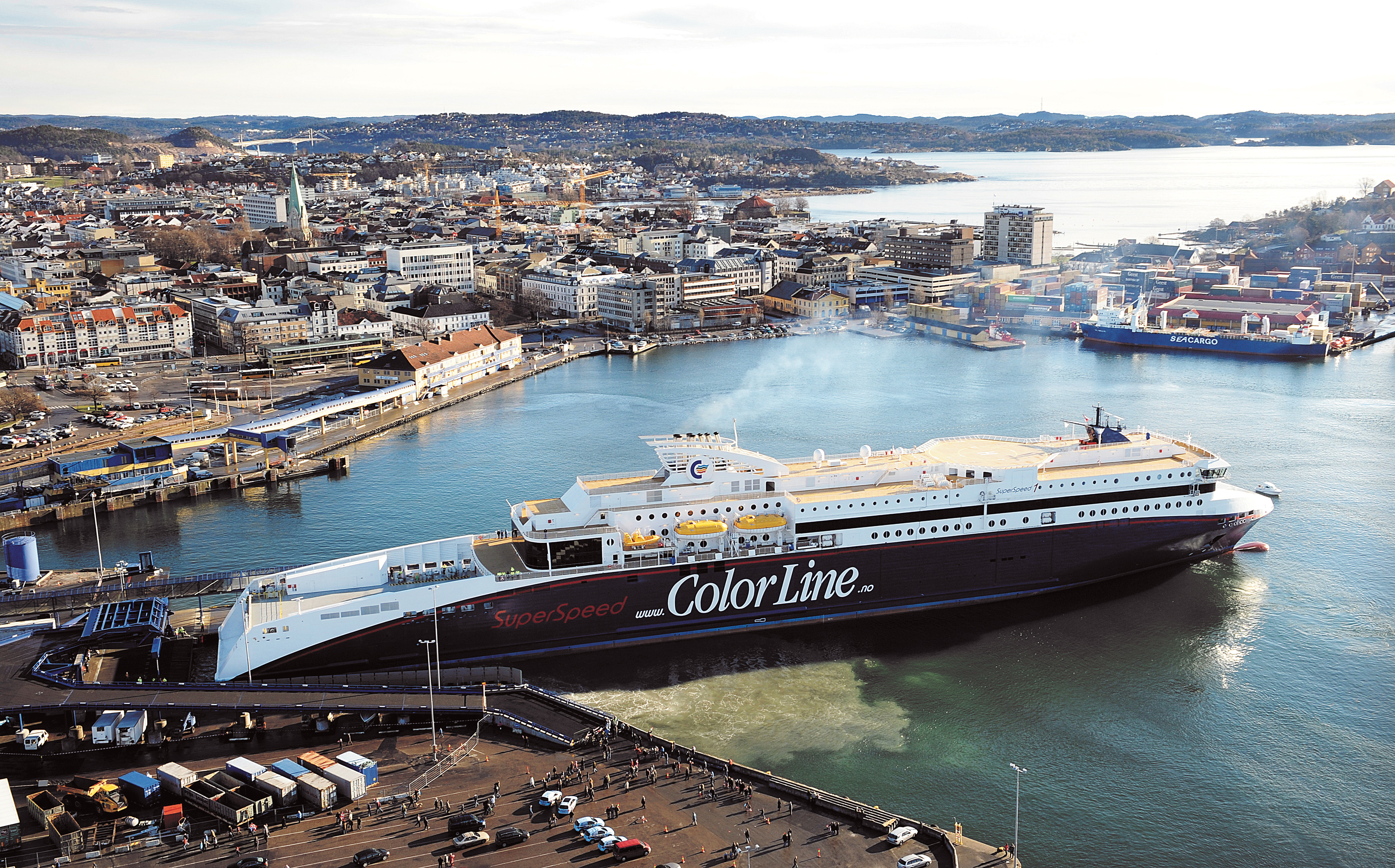
El puerto de ferries de Kristiansand

La estación ferroviaria de Kristiansand fue abierta en 1895 como terminal de la Setesdalsbanen (Línea de Setesdal), una línea de 78 km que unía la ciudad con el pueblo de Byglandsfjord (Bygland). Actualmente la Setedalsbanen tiene una función solamente turística.
A partir de 1938 Kristiansand se comunicó vía ferroviaria con Oslo a través de la Sørlandsbanen (Línea de Sørland) y en 1943, gracias a una expansión de la línea, con Stavanger. En dirección a Oslo, el autobús es una buena alternativa al tren.
La ruta europea 18 es una carretera que inicia su etapa escandinava en Kristiansand, y conecta a la ciudad con Oslo y Estocolmo.
La ruta europea 39 enlaza Trondheim con Kristiansand. De aquí se conecta por medio de transbordador con Hirtshals, Dinamarca, donde continúa hasta Aalborg.
La ruta Nacional 9 de Noruega conduce al norte por el valle Setesdal a Hardangervidda.
Las empresas Color Line y Fjord Line ofrecen servicio de transbordadores entre Kristiansand y Hirsthals, el único enlace por transbordador que tiene Kristiansand. Anteriormente DFDS ofrecía viajes de Kristiansand a Newcastle upon Tyne y a Gotemburgo, pero dejó de hacerlo en el otoño de 2006, y Master Ferries conectaba la ciudad con Hantsholm, Dinamarca, de 2005 a 2008, cuando se fusionó con la Fjord Line.
El Aeropuerto de Kristiansand-Kjevik se ubica a 16 km de distancia del centro de la ciudad. Las diferentes líneas que operan son SAS (Oslo), Widerøe (Bergen, Stavanger, Trondheim, Copenhague y Londres), Norwegian Air Shuttle (Oslo y Bergen), Wizz Air (Gdansk) y KLM (Ámsterdam). Hay además servicios de vuelos chárter. El aeropuerto se enlaza por medio de autobuses con las localidades cercanas de Arendal, Grimstad y Lillesand.

## Política y gobierno

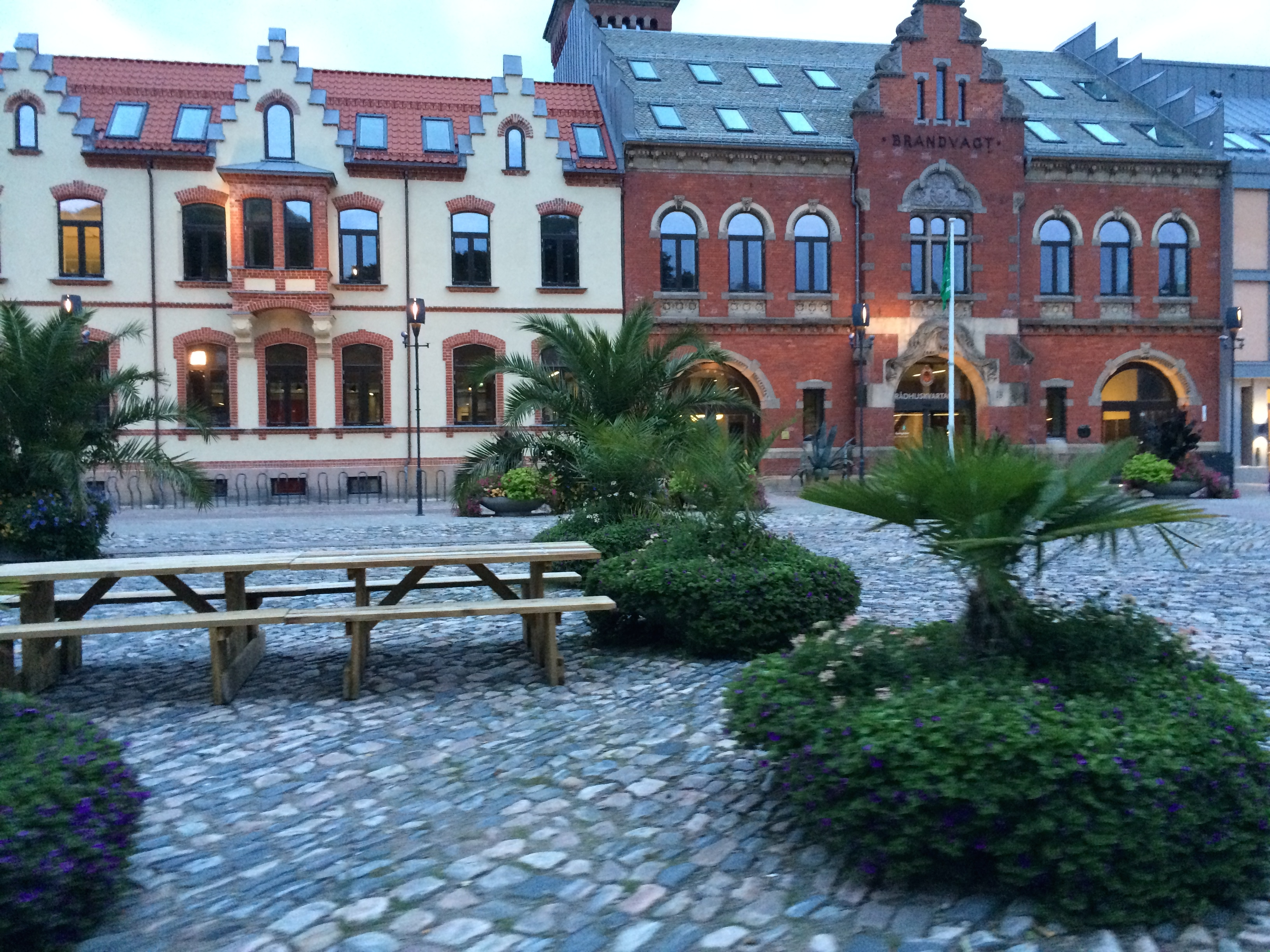
El ayuntamiento de Kristiansand.

El ayuntamiento de Kristiansand está compuesto de 53 concejales electos democráticamente cada cuatro años. De estos concejales 13 forman parte de la mesa directiva, entre ellos se encuentra el presidente municipal. El cargo de presidente en el período 2015-2017 es ocupado por el conservador Harald Furre, y el vicepresidente es el demócrata cristiano Jørgen Kristiansen.
Desde los años 1970 conservadores y demócrata cristianos han alternado la alcaldía.
| Período   | Nombre                    |
| --------- | ------------------------- |
| 1972-1975 | Einar Hansen (V)          |
| 1976-1977 | Harald Synnes (KrF)       |
| 1978-1991 | Paul Otto Johnsen (H)     |
| 1991-2003 | Bjørg Wallevik (H)        |
| 2003-2007 | Jan Oddvar Skisland (KrF) |
| 2007-2011 | Per Sigurd Sørensen (H)   |
| 2011-2015 | Arvid Grundekjøn (H)      |
| 2015-2019 | Harald Furre (H)          |
| 2020-     | Jan Oddvar Skisland (Ap)  |

| Partido                            | Concejales | Miembros de la mesa directiva |
| ---------------------------------- | ---------- | ----------------------------- |
| Partido Laborista                  | 15         | 3                             |
| Partido Conservador                | 13         | 3                             |
| Partido Demócrata Cristiano        | 8          | 3                             |
| Partido del Progreso               | 4          | 1                             |
| Partido de los Verdes              | 3          | 1                             |
| Partido Liberal                    | 3          | 1                             |
| Partido Demócrata                  | 2          | -                             |
| Partido de la Izquierda Socialista | 2          | 1                             |
| Partido de los Pensionistas        | 1          | -                             |
| Partido Rojo                       | 1          | -                             |
| Partido de Centro                  | 1          | -                             |
| Total                              | 53         | 13                            |

## Personas célebres
- Henrik Wergeland (1808-1845). Escritor.
- Camilla Collett (1813-1865). Escritora.
- Jørgen Løvland (1848-1922). Primer ministro.
- Bernt Balchen (1899-1973). Geógrafo polar y pionero de la aviación.
- Jens Bjørneboe (1920-1976). Escritor.
- Øystein Lønn (1936). Escritor.
- Rolf Løvland (1955). Compositor.
- Karl Ove Knausgård (1968). Escritor.
- Mette-Marit Tjessem Høiby (1973). Princesa heredera de Noruega.
- Andreas Thorkildsen (1982). Atleta de lanzamiento de jabalina.

## Ciudades hermanadas
- Trollhättan, Suecia
- Gdynia, Polonia
- Hjørring, Dinamarca
- Kervo, Finlandia
- Rayshahi, Bangladés
- Walvis Bay, Namibia
- Reykjanesbær, Islandia
- Orleans, Francia
- Münster, Alemania
- Letchworth, Inglaterra, Reino Unido